# Alakit
L'Alakit (in russo  Алакит?) è un fiume della Russia siberiana orientale, affluente di destra dell'Olenëk. Scorre nella Sacha (Jacuzia).
Nasce da un piccolo specchio d'acqua nelle estreme propaggini nord-orientali dell'altopiano del Viljuj, scorrendo successivamente con direzione mediamente settentrionale o nord-occidentale in una zona remota, senza incontrare centri urbani di rilievo; i maggiori tributari sono Nižnjaja Bol'šaja Kuonda (106 km) e Verchnjaja Bol'šaja Kuonda dalla sinistra idrografica, Mastach (127 km) dalla destra.
Il fiume è gelato, mediamente, dalla prima metà di ottobre alla fine di maggio.